# Borčany
Borčany (hongrois : (Kis-/Nagy-)Borcsán) est un village de Slovaquie situé dans la région de Trenčín.

## Histoire
Première mention écrite de la ville en 1323.

## Démographie

### Évolution de la population
| Année:               | 1994. | 2004.   | 2014.   | 2024.   |
| -------------------- | ----- | ------- | ------- | ------- |
| Nombre de personnes: | 259   | 258     | 251     | 265     |
| Différence:          |       | -0,38 % | -2,71 % | +5,57 % |

| Année:               | 2023. | 2024.   |
| -------------------- | ----- | ------- |
| Nombre de personnes: | 270   | 265     |
| Différence:          |       | -1,85 % |